# Régiment de flanqueurs-chasseurs de la Garde impériale
Le régiment de flanqueurs-chasseurs de la Garde impériale est un régiment français des guerres napoléoniennes. Il est intégré à la Garde impériale.
Le décret du 4 septembre 1811 crée un régiment de flanqueurs de la Garde à deux bataillons, composé de jeunes gens de 18 à 30 ans, fils ou neveux de gardes-généraux et de gardes à pied et à cheval des forêts de la couronne et du domaine, et des forêts des communes de l’Empire. D’après les termes du décret, ils doivent être d’une bonne constitution, mesurer au moins 1,678 m et avoir tenu constamment une bonne conduite. Ce nouveau régiment est organisé et payé comme les 5e et 6e de tirailleurs et de voltigeurs, et administré par le conseil d’administration des chasseurs à pied.

« L’idée de rassembler en corps distincts les fils des gardes-chasse et forestiers, qu’on supposait avec quelque fondement avoir développé des aptitudes susceptibles d’en faire de bons soldats d’infanterie légère, n’était pas nouvelle, puisqu’elle avait déjà été mise en application par Frédéric II dans l’armée prussienne. »

Dans les faits, tout citoyen de l’Empire fils ou neveux des gardes des forêts qui s’est engagé dans l’armée impériale pour cinq ans, peut bénéficier, au terme de son contrat, d’un emploi dans l’administration des forêts et succéder à son père ou à son oncle.
Le régiment de flanqueurs-chasseurs souffre beaucoup pendant la campagne de Russie, puis participe à la campagne d’Allemagne et enfin à la campagne de France. Ce régiment, ainsi que le suivant dans l'ordre de création, le régiment de flanqueurs-grenadiers de la Garde impériale, ont joué un rôle identitaire important dans la constitution de l’uniforme forestier, puisque des éléments caractéristiques de leur tenue sont encore portés par les agents de l’administration forestière, cent ans plus tard, au début de la Grande Guerre.

## Uniforme, armement et équipement

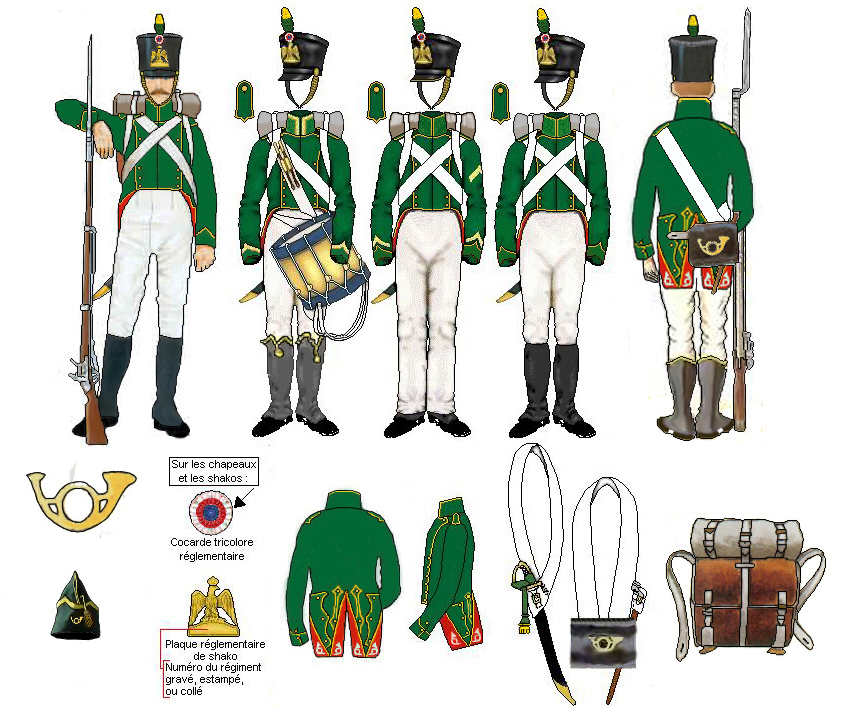
Flanqueurs-chasseurs de la Jeune Garde (1811-1813).

L'habit était à revers carrés et droits, en drap vert avec passepoils jonquille ; les parements de manche étaient verts à passepoil jonquille ; doublure écarlate, liseré jaune ; retroussis garnis de quatre cors de chasse. Dans les plis de taille, pattes d’oie en drap vert liseré de jonquille. La veste et le pantalon sont blancs, les guêtres en bottes. 
L'équipement et l'armement était comme les tirailleurs. Le fusil standard de l'infanterie était le modèle de l'an IX (de septembre 1800 à août 1801 selon le calendrier révolutionnaire utilisé jusqu'en 1805) avec garnitures en acier poli. C'était une variante du modèle 1777, qui se chargeait par le canon. Sa longueur hors tout était de 152 cm, son calibre de 17,5 et son poids d'environ 4,5 kg. La balle sphérique pesait 20 g. La baïonnette (la "fourchette" comme on l'appelait dans le jargon de la Grande Armée) était longue de 46,5 cm, à douille avec une lame triangulaire et une virole de fixation. L'infanterie portait un petit sabre court à lame légèrement incurvée, dénommé "sabre-briquet" porté par un baudrier en cuir blanchit. Le modèle courant de sabre-briquet avait une monture en laiton à une seule branche avec quillon, poignée en bois et fourreau de cuir à garniture de laiton. La dragonne était à cordon en tissu vert pour les flanqueurs-chasseurs, gland jonquille. 
Un second baudrier en cuir blanchi, soutenant la giberne (sacoche à cartouches) portée sur l'arrière de la hanche droite, avec une attache pour le sabre-briquet et la baïonnette côté gauche. La giberne est timbrée d’un cor de chasse, renferme un bloc de bois contenant deux paquets de 15 cartouches chacun et au centre, 6 trous pour les cartouches individuelles. Elle était, en outre, dotée d'une poche pour l'outillage nécessaire à l'entretien du mousquet et pour les pierres à feu, y compris une "pierre à feu" en bois pour l'exercice. Le havresac en cuir tanné, poils au-dessus, était porté sur le dos et attaché aux épaules par des courroies. Le havresac renfermait tous les biens du soldat, et une liste d'équipement datant de 1811 fait état du fait que le modèle de la garde était plus grand que celui de la ligne.
Porté sous la giberne, le bonnet de police était tenu par 2 courroies en cuir. Le schako de la Jeune Garde, comme celui des Voltigeurs de la Garde, avait un pompon en poire, moitié jonquille en haut, vert en bas. Le cordon à raquette est blanc. Les officiers subalternes portaient la tenue verte spécifique du corps, les parements de manche sont verts ou rouges à passepoil jonquille, avec le même shako de la Jeune Garde (surnommé « la marmite »). Le cordon à raquette est doré. Les officiers supérieurs portaient la tenue des chasseurs à pied de la Vieille Garde, avec le shako de la Jeune Garde, à garniture de feuillage.

## Doctrine
Flanqueur : homme chargé de surveiller et de protéger les flancs des colonnes en marche. Il doit se tenir à vue des colonnes, les prévenir de l'approche de l'ennemi, découvrir ses embuscades, tirailler pour le repousser, et se replier, au besoin, sur la masse de la troupe.
Flanqueur, subst. masc. Mot dont le substantif flanc est l'origine ; il exprime des soldats ou des corps qui, en temps de guerre, sont chargés d'éclairer les flancs d'une armée, de garder les ailes d'une troupe. Il a existé dans l'Infanterie de la Garde impériale des régiments de flanqueurs, mais ils ne
l'étaient que de nom.
Bernard Coppens (in Frédérik Plancke) confirme le fait : «… Outre les tirailleurs, il existait dans la Jeune Garde des voltigeurs qui ne voltigeaient pas et des flanqueurs qui ne flanquaient rien du tout. Un ancien officier du 5e Tirailleurs (de Bourgoing) explique dans ses souvenirs militaires pourquoi, selon lui, Napoléon avait choisi de diversifier ainsi les dénominations de ses régiments : "On présumait que l'empereur Napoléon n'avait adopté ce nombre exagéré de dénominations nouvelles que parce qu'il regardait la désignation par numéro comme monotone pour la rédaction des bulletins et peu capable de se fixer dans la mémoire ou de fonder la célébrité de tel ou tel corps. On ne saurait expliquer autrement cette étrange profusion de noms employés ou même inventés tous à la fois ; joints à ceux de grenadiers, de chasseurs de la Vieille Garde et à celui de carabiniers porté par la compagnie d'élite des régiments d'Infanterie légère, ils désignaient par dix dénominations distinctes des corps d'Infanterie armés absolument de la même façon et portant tous le fusil de munition du même modèle…" ».

## Historique du régiment
- 1811 - Créé et nommé régiment de flanqueurs-chasseurs de la Garde impériale. Ces flanqueurs ont un uniforme vert forestier, qui rappelle qu’au départ, c’étaient des fils de gardes impériaux et de gardes forestiers qui étaient recrutés. Leur rôle était de protéger les flancs des colonnes en marche.
- 1812 - Le régiment est aux ordres du colonel Pierre Boudon de Pompejac, les bataillons sont commandés par les commandants Gueuzel et Holz. Il fait partie de la 2e division de la Jeune Garde[7] et traverse le Niemen, dans la nuit du 23 au 24 juin. Le 12 juillet, le général de Fézensac[8] note : « Nous rencontrâmes plusieurs régiments de la Jeune Garde ; je remarquai entre autres le régiment des flanqueurs, composé de très jeunes gens. Ce régiment était parti de Saint-Denis, et n'avait eu de repos qu'un jour à Mayence et un à Marienwerder sur la Vistule ; encore faisait-on faire l'exercice aux soldats les jours de marche, après leur arrivée, parce que l'Empereur ne les avait pas trouvés assez instruits. Aussi ce régiment fut-il le premier détruit ; déjà les soldats mouraient d'épuisement sur les routes… ». Le 12 août, il est en garnison à Vitebsk. Le 19 octobre, il quitte Moscou escortant le trésor de l'Armée. Le régiment combat à Krasnoï le 17 novembre puis à la Bérézina le 28. À la fin de 1812, il ne reste plus que 150 hommes, environ, sur les 1 200 qui sont entrés en Russie !
- 1813 - Le régiment, renforcé par de nouvelles recrues qui permettent de passer de quatre à six compagnies par bataillon, il est avec le corps de la Jeune Garde, sous les ordres du maréchal Edouard Mortier, et à la 2e division : général Pierre Barrois. Il combat à Lutzen et Bautzen. Puis à Dresde, les 26 et 27 août. Le 1er octobre, toujours sous le colonel Pompejac, il compte encore 10 officiers et 410 hommes au 1er bataillon (Rouillard) et 12 officiers et 400 hommes au 2e (Glain). Il combat à Leipzig. Certaines sources font participer le régiment aux combats de Eisenach et Hanau, alors qu’une recherche en profondeur[9] montre que le régiment était à deux jours de marche, en arrière… En l’absence de journal de marche et d’opérations, il est bien difficile d’y voir clair !
- 1814 - En 1814, sous les ordres du colonel Jean-François Teisseire, on le retrouve à Epinal, Brienne, Montmirail, Château-Thierry, Craonne, Laon, et jusqu’à Paris. À noter que les chefs de corps s’exposaient, car Pompejac a été blessé à la bataille de Dresde et Teisseire à celle de Montmirail. Par ordonnance du 12 mai 1814, le régiment est licencié et incorporé dans « la ligne ». Il ne sera pas reconstitué lors des Cent-Jours.

## Chef de corps
- 1811 : Pierre Boudon de Pompejac
- 1814 : Jean-François Teisseire

## Batailles
- 1812 : Campagne de Russie
  - Bataille de Krasnoé,
  - Bataille de La Bérézina
  - Bataille de Kowno
- 1813 : Campagne d'Allemagne
  - Bataille de Dresde
  - 16-19 octobre : Bataille de Leipzig
  - Bataille d'Eisenach
  - Bataille de Hanau
- 1814 : Campagne de France (1814)
  - Bataille d'Epinal,
  - Bataille de Brienne,
  - 11 février 1814 : Bataille de Montmirail,
  - Bataille de Château-Thierry,
  - Bataille de Craonne,
  - Bataille de Laon
  - Bataille de Paris (1814)